# Blonde Redhead
Blonde Redhead – amerykańskie trio składające się z Kazu Makino i braci bliźniaków: Simone i Amedeo Pace. Nazwa zespołu pochodzi od tytułu piosenki DNA.

## Historia
Amedeo i Simone Pace urodzili się w Mediolanie, dorastali w Montrealu (dzielnicy Saint-Léonard), lecz później przenieśli się do Bostonu studiować jazz. Bracia Pace i japońscy studenci sztuki Kazu Makino i Maki Takahashi założyli zespół w 1993, po spotkaniu we włoskiej restauracji w Nowym Jorku.
Gra Blonde Redhead zwróciła uwagę perkusisty Sonic Youth Steve’a Shelleya, który wziął udział w produkcji ich debiutanckiego albumu w 1993. Krótko po tym Takahashi opuściła zespół i została zastąpiona przez jej przyjaciółkę Toko Yasudę. Yasuda wkrótce także opuściła grupę, tłumacząc się trudnościami w pisaniu nowej muzyki. Blonde Redhead kontynuowali współpracę jako trio. Na ich trzecim albumie, Fake Can Be Just as Good, dołączył Vern Rumsey z Unwound, który zagrał partie basowe. Na czwartym albumie, In an Expression of the Inexpressible, Guy Picciotto z Fugazi został zatrudniony jako producent. Picciotto także przyczynił się do tworzenia piosenki „Futurism vs. Passeism Part 2", jak również użyczył w niej głosu. Picciotto był też producentem „Melody of Certain Damaged Lemons” i „Misery Is a Butterfly”. Alan Moulder zmiksował ich ostatnie nagranie „23”, które zostało wydane przez 4AD w kwietniu 2007.
Piosenka „Spring and By Summer Fall” z 23 została wykorzystana w jednym z odcinków serial Wzór. Utwór „Elephant Woman” także został wykorzystany jako piosenka końcowa w filmie Davida Slade’a Hard Candy.
Tytułowy utwór z albumu 23 został użyty jako trailer dla brytyjskiego serialu TV „Skins” w lutym 2008, i jako dodatek Crystal Geyser w maju 2008 w Japonii. Piosenka ta była także w odcinku serialu „Chirurdzy”.

## Dyskografia

### Albumy
- 1995: Blonde Redhead
- 1995: La Mia Vita Violenta
- 1997: Fake Can Be Just as Good
- 1998: In an Expression of the Inexpressible
- 2000: Melody of Certain Damaged Lemons
- 2004: Misery Is a Butterfly (US #180, ITA #42)
- 2007: 23 (US #63, ITA #20, UK #152)
- 2010: Penny Sparkle
- 2014: Barragán

### EP’ki & Single
- 1993: Amescream / Big song – 7" Single, Oxo Records (SLR007)
- 1994: Vague / Jet star – 7" Single, Smells Like Records (SLR007)
- 1995: 10 Feet High / Valentine – 7" Single, Smells Like Records (SLR014)
- 1995: Flying Douglas / Harmony – 7" Single, Rough Trade (45rev36)
- 1997: Symphony of Treble / Kasuality – 7" Single, Touch & Go Records (TG168)
- 1998: Limited conversation / Slogan – 7" Single, Touch & Go Records (TG188)
- 2000: Melodie Citronique – 12"/CD EP, Touch & Go Records (TG219)
- 2004: Elephant Woman – 7" Single, 4AD/Beggars Banquet (BAD2408) (UK #82)
- 2004: Equus – 7" Single, 4AD/Beggars Banquet (AD2415) (UK #84)
- 2005: The Secret Society of Butterflies – CD EP, 4AD/Beggars Banquet (BAD 2503)
- 2007: 23 – 7" Single, 4AD (AD2714)
- 2007: Silently – 7" Single, 4AD (AD2720)